# Chrysoine resorcinol
Chrysoine resorcinol là một loại thuốc nhuộm azo tổng hợp trước đây được sử dụng làm phụ gia thực phẩm. Ở châu Âu, nó bị cấm như một chất phụ gia thực phẩm vào năm 1977. Ở Mỹ, nó đã bị cấm vào năm 1988.

## Công dụng
Chrysoine resorcinol có thể được sử dụng làm chất chỉ thị pH với sự thay đổi màu sắc giữa độ pH 11 và 12,7:
Trong phép đo màu, nó có độ hấp thụ lớn nhất là 387 nm.

## Tổng hợp
Nó có thể được tổng hợp thông qua phản ứng giữa acid sulfanilic và resorcinol.

### Thuốc nhuộm khác:
- Allura Red AC
- Azorubin
- Red 2G
- Brilliant Blue FCF

## Liên kết bên ngoài
- Dữ liệu tại inchem.org
- MSDS tại Fischer Scientific Lưu trữ ngày 16 tháng 8 năm 2022 tại Wayback Machine